# Ilmari Salminen
Ilmari R. Salminen (21. září 1902, Elimäki – 5. ledna 1986, Kouvola) byl finský atlet, běžec na dlouhé tratě, olympijský vítěz v běhu na 10 000 metrů v roce 1936.
Mezinárodní kariéru zahájil při premiérovém mistrovství Evropy v Turíně v roce 1934, kde získal zlatou medaili v běhu na 10 000 metrů a bronzovou medaili na poloviční trati.
Na olympiádě v Berlíně v roce 1936 patřil k favoritům na obou tratích. V běhu na 10 000 metrů zvítězil před svým krajanem Arvo Askolou o 0,2 sekundy, v běhu na 5 000 metrů skončil šestý. O rok později vytvořil světový rekord v běhu na 10 000 metrů časem 30:05,6. Na mistrovství Evropy v Paříži v roce 1938 obhájil titul v běhu na 10 kilometrů. Po následující sezóně ukončil sportovní kariéru.
Po druhé světové válce byl předsedou organizačního výboru Letních olympijských her 1952 v Helsinkách.